# Lisowicia
Lisowicia is een geslacht van uitgestorven synapsiden, behorend tot de Dicynodontia. Dit dier leefde tijdens het Laat-Trias in Europa. Lisowicia had het formaat van een olifant en het is daarmee de grootste bekende dicynodont.  

## Fossiele vondst
Het enige fossiel van Lisowicia is gevonden bij Lisowice in Silezië in Polen. Het betreft een vrijwel compleet skelet. Het fossiel dateert uit het einde van het Norien of het vroegste Rhaetien, ongeveer 205 miljoen jaar geleden. Hiermee is Lisowicia de jongst bekende zekere dicynodont.

## Kenmerken
Lisowicia was 4,5 meter lang, 2,6 meter hoog en ongeveer negen ton zwaar. Het is hiermee de grootste bekende dicynodont en tevens het grootst bekende landdier uit het Trias dat geen dinosauriër is. Lisowicia had een robuust lichaam met een korte staart en stevige poten. De bouw van de schouder- en bekkengordel wijst er op dat alle vier de poten direct onder het lichaam stonden en voor een opgerichte houding zoals bij zoogdieren zorgden. Dit in tegenstelling tot andere dicynodonten, die een half gespreide stand van de poten hadden. Lisowicia had net als alle dicynodonten een grote schedel met een tandeloze, gehoornde bek.

## Verwantschap
Lisowicia behoort tot de familie Stahleckeriidae, vernoemd naar de Zuid-Amerikaanse Stahleckeria. Binnen deze familie wordt Lisowicia gerekend tot de Placeriinae, die ook de Noord-Amerikaanse Placerias omvat. 